# Elfriede Lohse-Wächtler
Elfriede Lohse-Wächtler (ur. 4 grudnia 1899 w Dreźnie-Löbtau, zm. 31 lipca 1940 w zakładzie psychiatrycznym w Pirnie-Sonnenstein) – niemiecka malarka zamordowana w ramach Akcji T4.

## Życiorys
Urodziła się w zamożnej rodzinie, którą opuściła w wieku 16 lat, by studiować 1915–1918 na Królewskiej Szkole Rzemiosła Artystycznego w Dreźnie, początkowo projektowanie mody, potem grafikę użytkową. W latach 1916–1919 studiowała dodatkowo na Akademii Sztuk Pięknych w Dreźnie.
Przyłączyła się do Drezdeńskiej Secesji i zaprzyjaźniła m.in. z Ottonem Dixem, Ottonem Griebelem i Conradem Felixmüllerem. Utrzymywała się z malowania batiku, wyrobu pocztówek i ilustracji.
W czerwcu 1921 wyszła za mąż za malarza i śpiewaka operowego Kurta Lohsego (1892–1958) i przeniosła się z nim w  1922 roku do Zgorzelca, a trzy lata później do Hamburga. Małżeństwo nie było udane, kilkakrotnie dochodziło do separacji. Elfriede Lohse-Wächtler w 1926 roku przystąpiła do „Zrzeszenia Hamburskich Artystek i Przyjaciółek Sztuki“ (Hamburgische Künstlerinnen und Kunstfreundinnen). W 1928 roku wystawiała obrazy na kilku wystawach Nowej Rzeczowości.
W 1929 roku doznała rozstroju nerwowego wskutek kłopotów materialnych i małżeńskich i znalazła się w klinice psychiatrycznej Hamburg-Friedrichsberg. Podczas pobytu w klinice stworzyła około 60 obrazów pastelowych, głównie portretów pacjentów kliniki. Po wyzdrowieniu przeżyła okres wzmożonej twórczości, obejmującej obrazy środowisk portu hamburskiego, a także nieupiększone autoportrety. Mimo sukcesów artystycznych żyła w niedostatku.
W połowie 1931 roku powróciła do domu rodzinnego w Dreźnie. W 1932 roku jej ojciec umieścił ją w zakładzie psychiatrycznym w Arnsdorfie, gdzie zdiagnozowano u niej schizofrenię. W latach 1932–1935 nie zaprzestała twórczości; po rozwodzie z Kurtem Lohse w maju 1935 roku została ubezwłasnowolniona z powodu „nieuleczalnej choroby psychicznej”.
W grudniu 1935 roku została przymusowo wysterylizowana, co spowodowało ostateczne załamanie psychiczne. W 1940 roku została przeniesiona do zakładu w Pirnie-Sonnenstein i tam w ramach Akcji T4 zamordowana.
W 1937 roku jej obrazy ze zbiorów Hamburger Kunsthalle i Altonaer Museum zostały uznane za reprezentujące „sztukę zdegenerowaną”, a następnie skonfiskowane i zniszczone; ten sam los spotkał też znaczną część obrazów z Arnsdorfu.
Dopiero w 1989 roku jej ocalałe obrazy zostały wystawione w Reinbek pod Hamburgiem. Jej imieniem nazwano ulice w Arnsdorfie i Pirnie. Na dawnym terenie zakładu we Friedrichsberg w Hamburgu stworzono ogród różany ku jej pamięci.

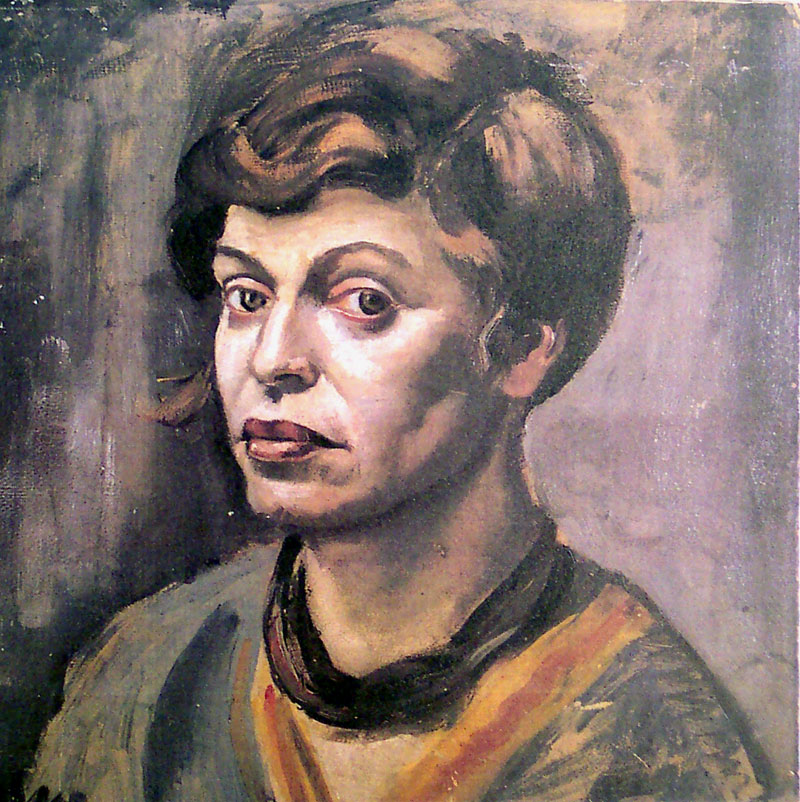
Elfriede Lohse-Wächtler: Autoportret (około 1930)
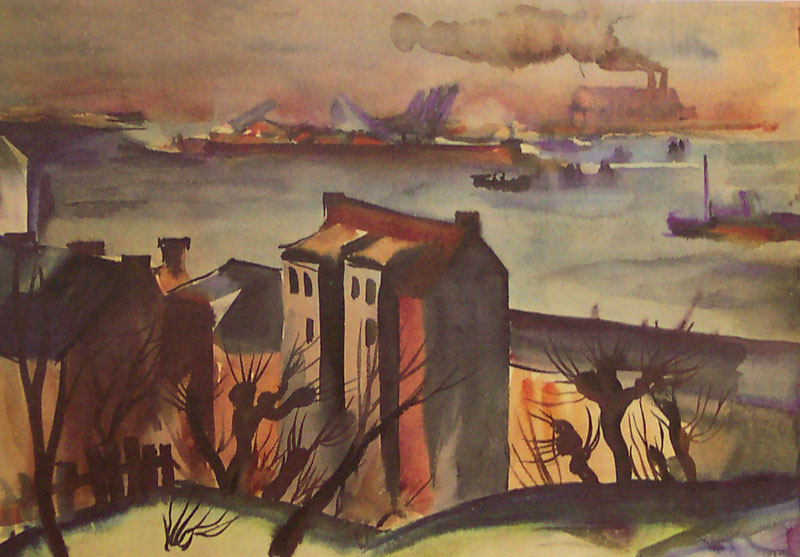
Elfriede Lohse-Wächtler: Widok portu (około 1929)
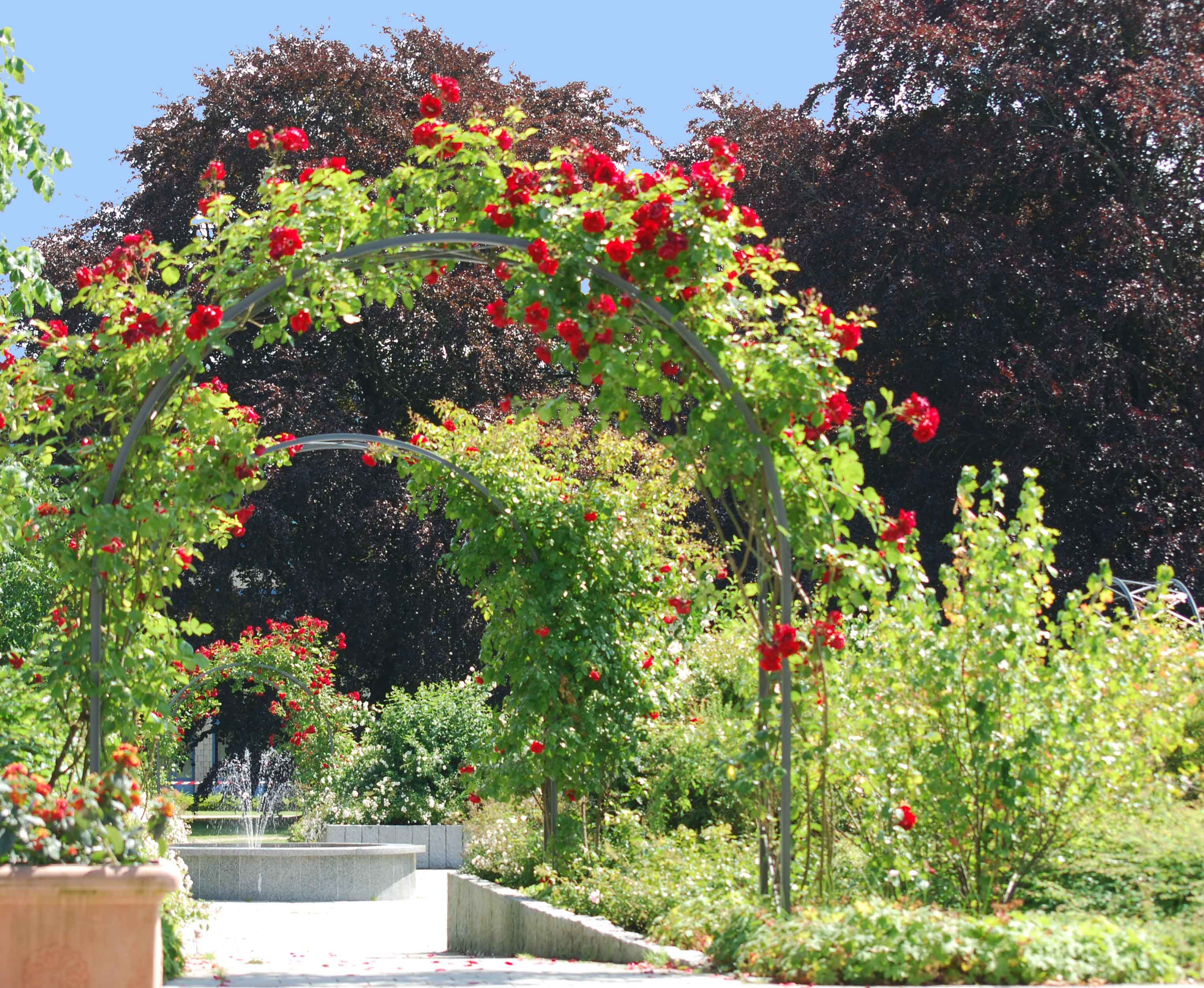
Ogród różany imienia Elfriede Lohse-Wächtler, Hamburg Friedrichsberg